# ماندينغو (فلم)
ماندينغو (بالإنجليزية: Mandingo) هو فيلم درامي تاريخي أميركي من إخراج ريتشارد فليشر عام 1975 يركز على تجارة الرقيق عبر المحيط الأطلسي في الجنوب ما قبل الحرب. يشير عنوان الفيلم إلى شعب الماندينكا، الذين يشار إليهم باسم "الماندينغو"، ويوصفون بأنهم عبيد صالحون للقتال في المباريات، وبطولة جيمس ماسون وسوزان جورج وبيري كينغ وكين نورتون. الفيلم الصادر عن باراماونت بيكتشرز. تحكي قصة مالك العبيد وارن ماكسويل في أربعينيات القرن التاسع عشر يدرب أحد عبيده ميدي ليكون مقاتلًا، وهاموند ابن مالك العبيد القاسي المعروف أن يغتصب العبيد في مزرعة والده، ويأمره والده بالزواج من امرأة بيضاء لينجب أحفادًا ليس سوداً. يتزوج هاموند من بلانش ابنة عمه، التي تشعر بالغيرة لأنه يهتم بحبيبته السوداء إلين أكثر من اهتمامه بها، مما دفعها لإجبار العبد المقاتل من الماندينغو ميدي في علاقة معها للانتقام.
استنادًا الفليم إلى رواية ماندينغو للكاتب أونستوت ، وعلى مسرحية ماندينغو لجاك كيركلاند (المستمدة من الرواية) تلقى الفيلم سلبية عند إصداره لكن مع الوقت أصبح استقبال الفيلم أكثر إيجابية، والنظر إليه بشكل مختلف كفيلم جدي عن العبودية الأمريكية، و دراسة الفظائع التاريخية المرتكبة ضد الأمريكيين من أصل أفريقي، حقق نجاحًا كبيرًا في شباك التذاكر، وتبعه تكملة في عام 1976 ، بعنوان طبل عام 1976، لعب دور البطولة أيضا نورتون.

## طاقم التمثيل
- جيمس ماسون في دور وارن ماكسويل
- سوزان جورج في دور بلانش ماكسويل
- بيري كينغ في دور هاموند ماكسويل
- ريتشارد وارد في دور أجاممنون
- بريندا سايكس في دور إلين
- كين نورتون في دور ميدي

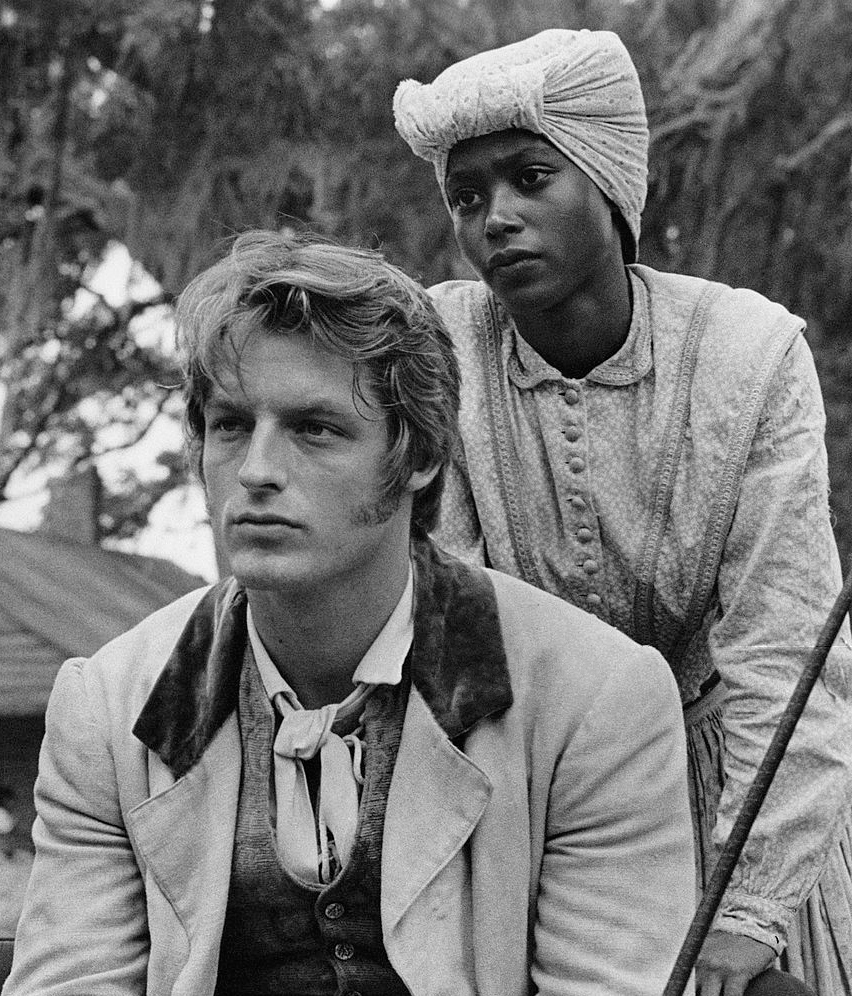
بيري كينغ وبريندا سايكس في ماندينغو

- ليليان هايمان في دور لوكريزيا بورجيا
- روي بول في دور دوك ريدفيلد
- جي تو كومبوكا في دور شيشرون
- بول بنيديكت في دور براونلي
- بن ماسترز في دور تشارلز
- راي سبرويل في دور والاس
- لويس تورين في دور دي فيف
- دوان ألين في دور توباز
- إيرل ماينارد في دور بابوين
- بياتريس ويند في دور لوسي
- ديبي مورغان في دور ديت
- إيرين تيدرو في دور السيدة ريدفيلد
- سيلفستر ستالون بدور شاهد الإعدام (غير معتمد)

## روابط خارجية
- مقالات تستعمل روابط فنية بلا صلة مع ويكي بيانات
- Mandingo  في قاعدة بيانات الأفلام على الإنترنت (بالإنجليزية)
- Josh Olson on Mandingo trailer at Trailers From Hell